# Les Fous du volant (série télévisée d'animation, 1968)
 (mars 2016).
Ne doit pas être confondu avec Les Fous du volant (série télévisée d'animation, 2017).
Pour les articles homonymes, voir Wacky Races et Les Fous du volant (homonymie).
Les Fous du volant (titre original : Wacky Races, littéralement « Courses délirantes ») est une série télévisée d'animation américaine en 34 épisodes de 11 minutes, créée par William Hanna et Joseph Barbera d'après le film La Grande Course autour du monde (The Great Race) de Blake Edwards, et diffusée entre le 28 septembre 1968 et le 4 janvier 1969 sur le réseau CBS.
En France, la série a été diffusée à partir du 3 juillet 1969 sur la deuxième chaîne de l'ORTF. Elle a été rediffusée en 1970 sur l'ORTF, en 1977 et 1979 sur TF1, puis en 1987 dans l'émission Zappe ! Zappeur sur TF1, en 1990 dans l'émission Hanna-Barbera dingue dong sur Antenne 2 et enfin sur Cartoon Network jusqu'en 2003 puis sur Boomerang jusqu'en 2008.
Au Québec, la série a été diffusée sur Télétoon puis Télétoon Rétro.
Une seconde série sur Les Fous du volant est diffusée sur le service de VAD illimité de Boomerang depuis le 22 août 2017. En France, elle est diffusée depuis le 4 septembre 2017 sur Boomerang et depuis le 1er octobre 2017 sur France 3 dans Quoi de neuf Bunny ?.

## Synopsis
Onze bolides participent à des courses déjantées. Malgré leurs tentatives pour l'emporter de manière malhonnête, en jouant de mauvais tours aux adversaires, Satanas et son chien Diabolo, les personnages principaux, se font systématiquement prendre à leur propre jeu.

## Fiche technique
- Titre original : Wacky Races
- Titre français : Les Fous du volant
- Réalisation : William Hanna et Joseph Barbera
- Scénario : Larz Bourne, Dalton Sandifer, Tom Dagenais et Michael Maltese
- Musique : Hoyt S. Curtin
- Sociétés de production : Hanna-Barbera Productions
- Pays d'origine : États-Unis
- Langue : anglais
- Nombre d'épisodes : 34
- Durée : 11 minutes
- Dates de première diffusion : 
  -  États-Unis : 28 septembre 1968
  -  France : 3 juillet 1969

## Distribution

### Voix françaises
- Robert Marcy : le narrateur
- Philippe Dumat : Satanas
- Pierre Collet : Diabolo
- Dominique Page : Pénélope Joli-Cœur
- Albert Augier : Pierre de Beau-Fixe
- Lucien Raimbourg : le professeur Maboulette
- Gérard Hernandez : Roc et Gravillon
- Claude Bertrand : sergent Grosse-Pomme
- Guy Piérauld : soldat Petit Pois
- Fred Pasquali : Al Carbone
- Jean Daurand : Malabille
- Jacques Torrens : Malabar
- Jean-Henri Chambois : Max le rouge
- Jacques Balutin : Rufus la Rondelle

### Voix originales
- Paul Winchell : 
  - Dick Dastardly (VF: Satanas)
  - Private Meekly (VF: Soldat Petit-Pois)
- Don Messick : 
  - Muttley (VF: Diabolo)
  -  Gravel Slag (VF: Gravillon)
  - Big Gruesome (VF: Collégramme)
  - Professor Pat Pending (VF: Le professeur Maboulette)
  - Sawtooth (VF: Saucisson)
- Daws Butler :
  - Rock Slag (VF: Roc)
  - Little Gruesome (VF: Pique)
  - Red Max (VF: Max le rouge)
  - Sergeant Blast (VF: Sergent Grosse-Pomme)
  - Peter Perfect (VF : Pierre de Beau-Fixe)
  - Rufus Ruffcut (VF: Rufus la Rondelle)
- John Stephenson : Luke and Blubber Bear (VF: Malabar et Malabille)
- Janet Waldo : Penelope Pitstop (VF: Pénélope Jolicœur)
- Dave Willock : le narrateur

## Véhicules, personnages et scores
Entre crochets : le nombre d'arrivées aux places de premier, deuxième, et troisième (ex. : [3,2,5] =  3 fois 1er, 2 fois 2e, et 5 fois 3e).
- Véhicule no 00 : Satanas et Diabolo (Dick Dastardly & Muttley) dans la « Démone Double-Zéro Grand Sport » (The Mean Machine) [0,0,0] une voiture inspirée de la Hannibal VIII
- Véhicule no 1 : Les frères Têtes-dures : Roc et Gravillon (The Slag Brothers : Rock Slag & Gravel Slag) deux hommes préhistoriques couverts de poils et armés de massues, dans la « Caraverne » (The Boulder Mobile), une voiture taillée dans un gros rocher [3,8,3]
- Véhicule no 2 : Pique et Collégramme (The Gruesome Twosome) dans la « Dingo-Limousine » (The Creepy Coupe), une maison hantée victorienne roulante, avec une tour contenant un dragon inspirée de la voiture de la série Les Monstres [3,3,6]
- Véhicule no 3 : Professeur Maboulette (Professor Pat Pending) dans l'« Auto-aéro-fuseau-planeur » (The Ring-A-Ding Convert-a-Car) [3,2,5] un véhicule, mi-voiture, mi-avion et mi-bateau capable de toutes sortes de transformations.
- Véhicule no 4 : Max Le Rouge (Red Max) dans le « Bolide Ecarlate » (The Crimson Haybailer) qui ressemble à un avion biplan de la Première Guerre mondiale, avec hélice à l'avant [3,4,3]
- Véhicule no 5 : Pénélope Jolicœur (Penelope Pitstop) dans la « Compact PussyCat » (The Compact Pussycat) [4,2,5] une voiture avec des accessoires de beauté
- Véhicule no 6 : Sergent Grosse-Pomme et Soldat Petit-Pois (Sergeant Blast & Private Meekly) dans le « Tocard Tank » (The Army Surplus Special), un engin dont l'avant est celui d'un half-track avec deux roues directrices et un gros rouleau en guise de pare-chocs, et l'arrière un char de combat avec une tourelle armée d'un gros canon [3,1,0]
- Véhicule no 7 : Al Carbone et sa bande (The Ant Hill Mob), les dangereux gangsters dans leur « Cavaillac Blindée » (The Bullet-Proof Bomb) [4,5,2] dans le style mythique des limousines des années 1930[1]
- Véhicule no 8 : Malabar et Malabille (Luke & Blubber), un paysan et son ours, dans « Le Coucou Casse-cou » (The Arkansas Chug-a-Boom) [4,1,4] une voiture avec les planches de bois, une chaise à bascule et une chaudière
- Véhicule no 9 : Pierre de Beau-Fixe (Peter Perfect), le playboy dans la « Turbo Terrific » (The Turbo Terrific, une dragster) [4,2,2]
- Véhicule no 10 : Rufus-la-Rondelle le bûcheron, et son castor Saucisson (Rufus Ruffcut & Sawtooth) dans le « Tacot Tout-Terrain » (The Buzz Wagon) une voiture en bois, dont les roues sont des scies circulaires [3,6,4]

À noter : les noms des véhicules de Max le Rouge et Pénélope Jolicoeur, pourtant clairement énoncés dans la version originale, ne sont jamais cités dans la version française.

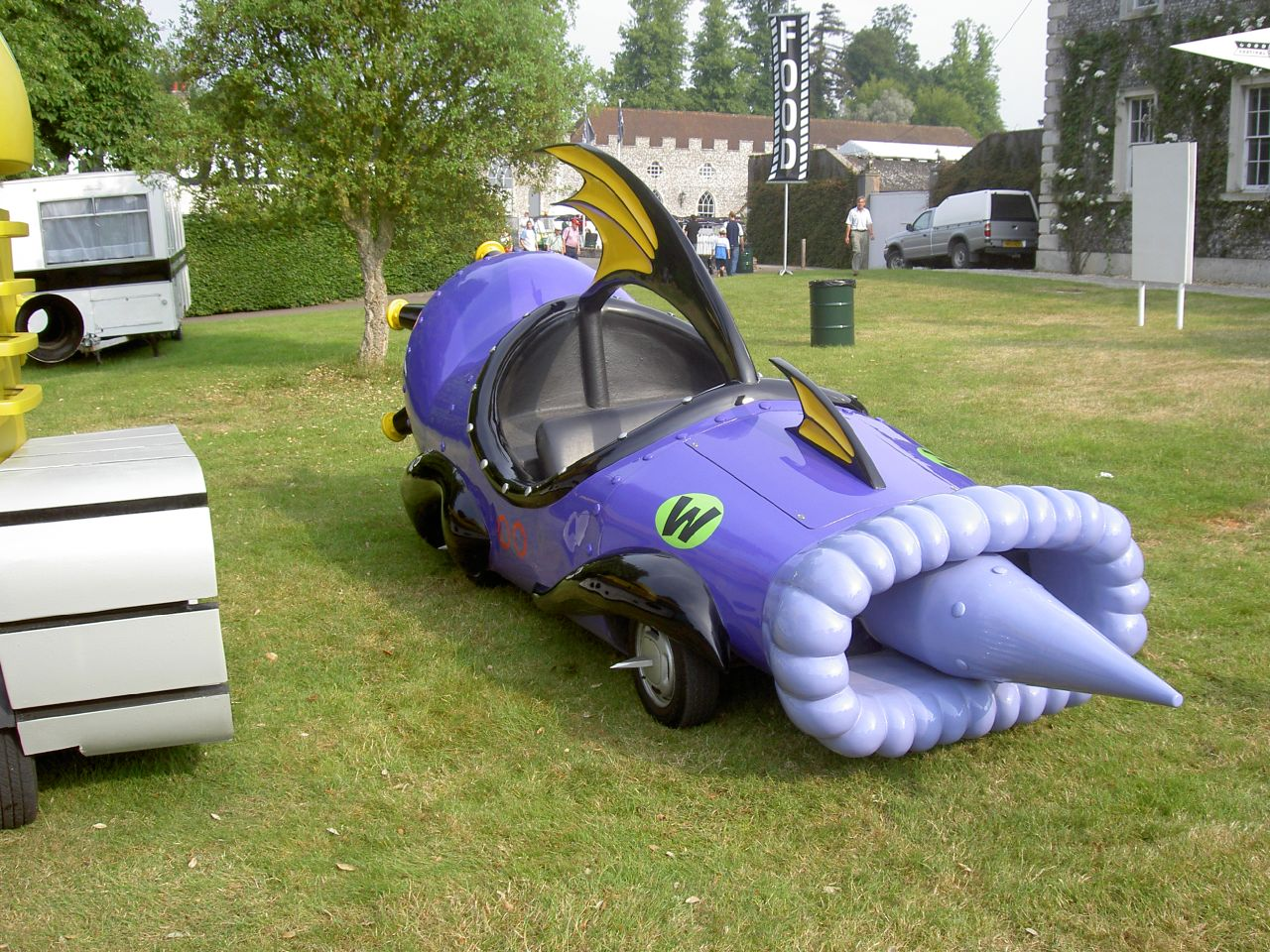
La Démone Double-Zéro Grand Sport
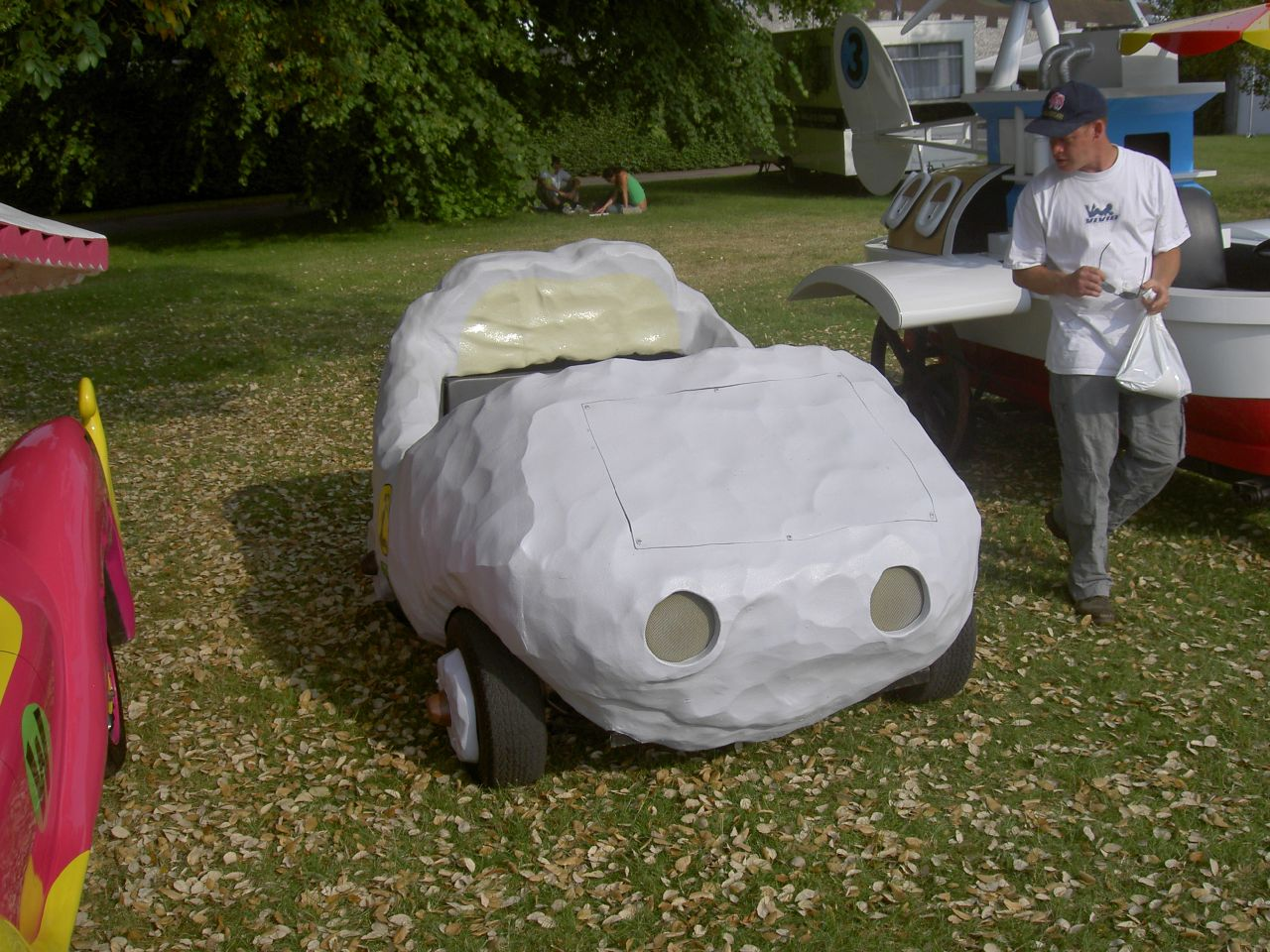
La Caraverne
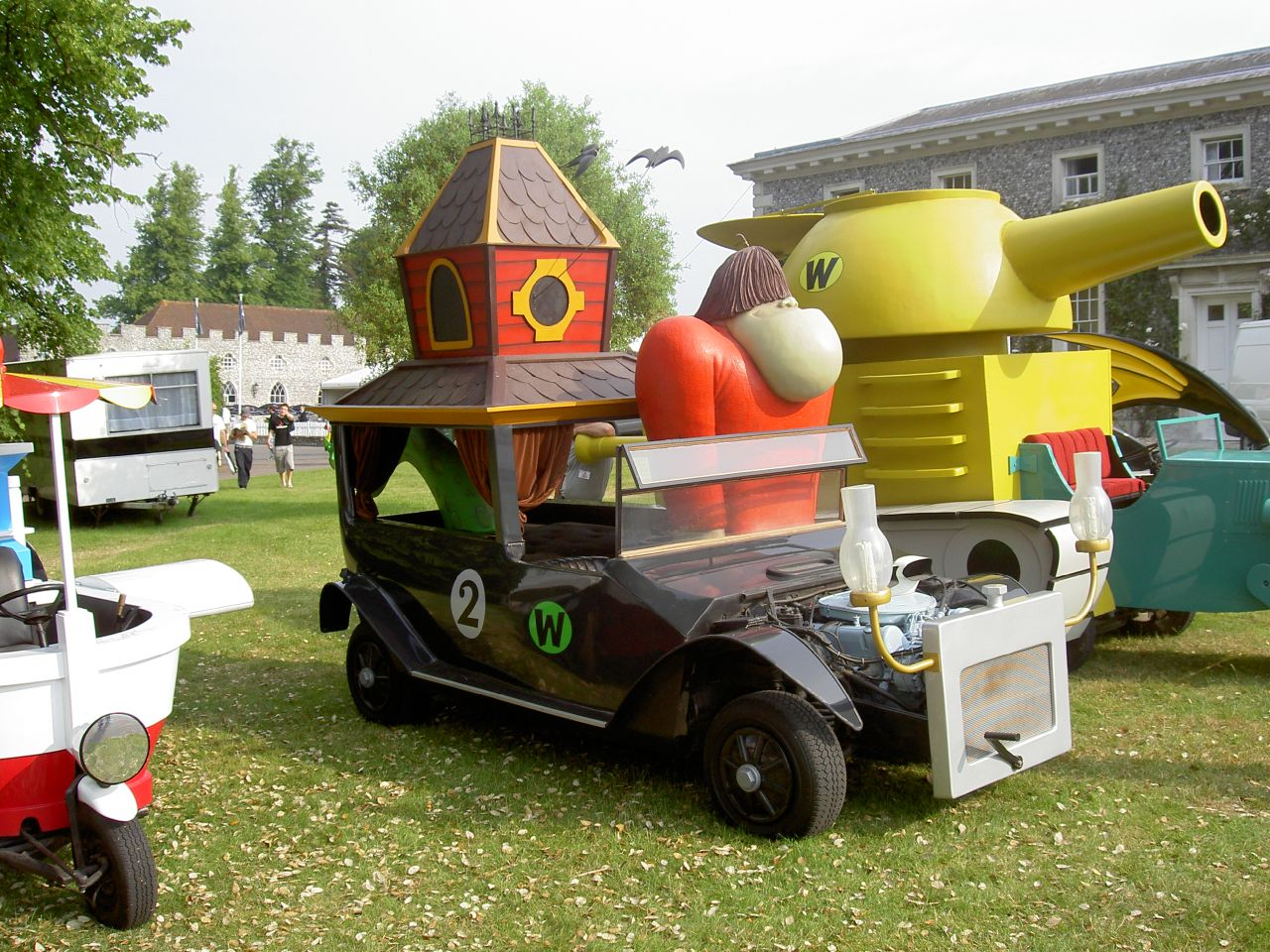
La Dingo-Limousine
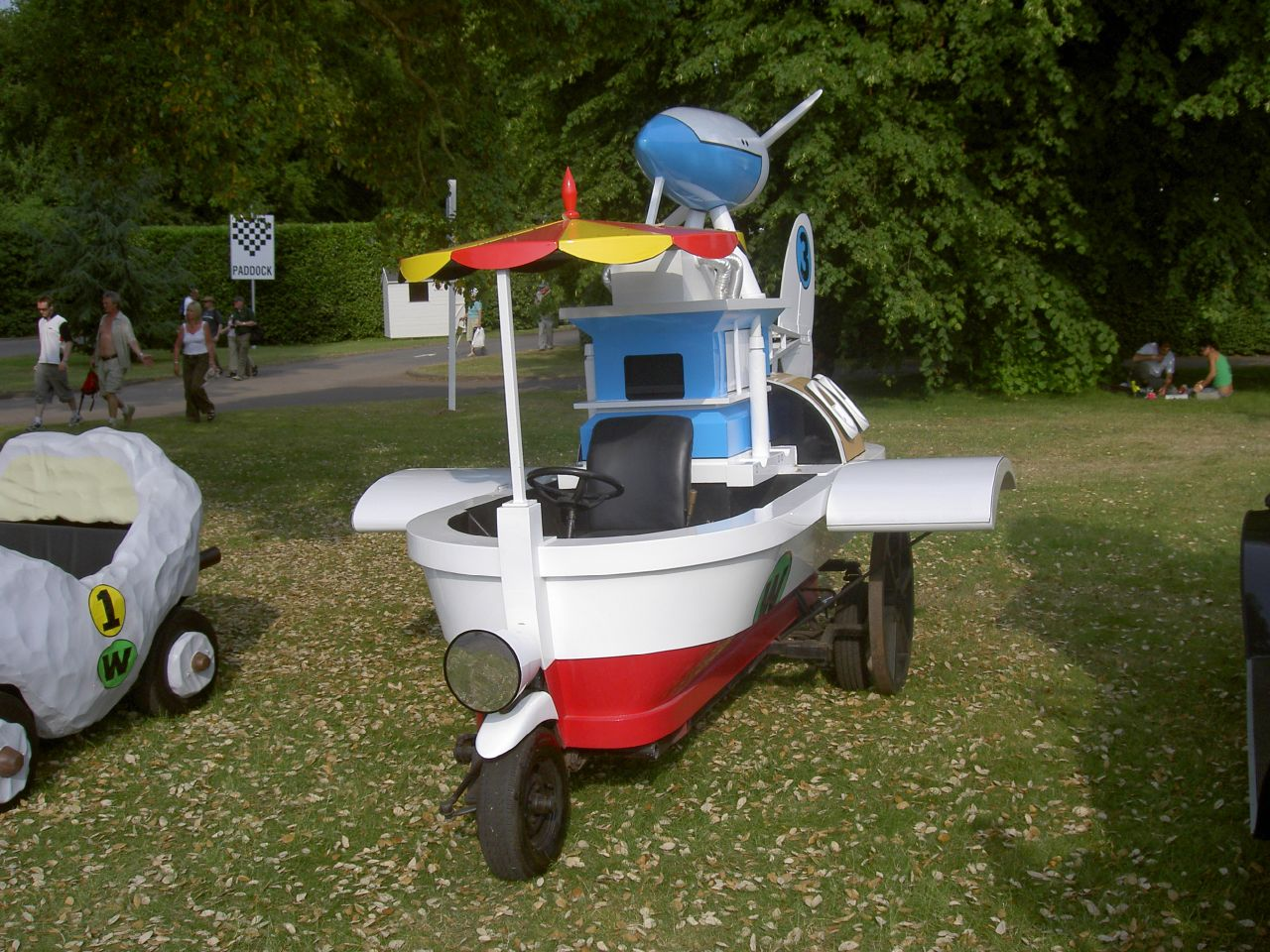
L'Auto-aéro-fuseau-planeur
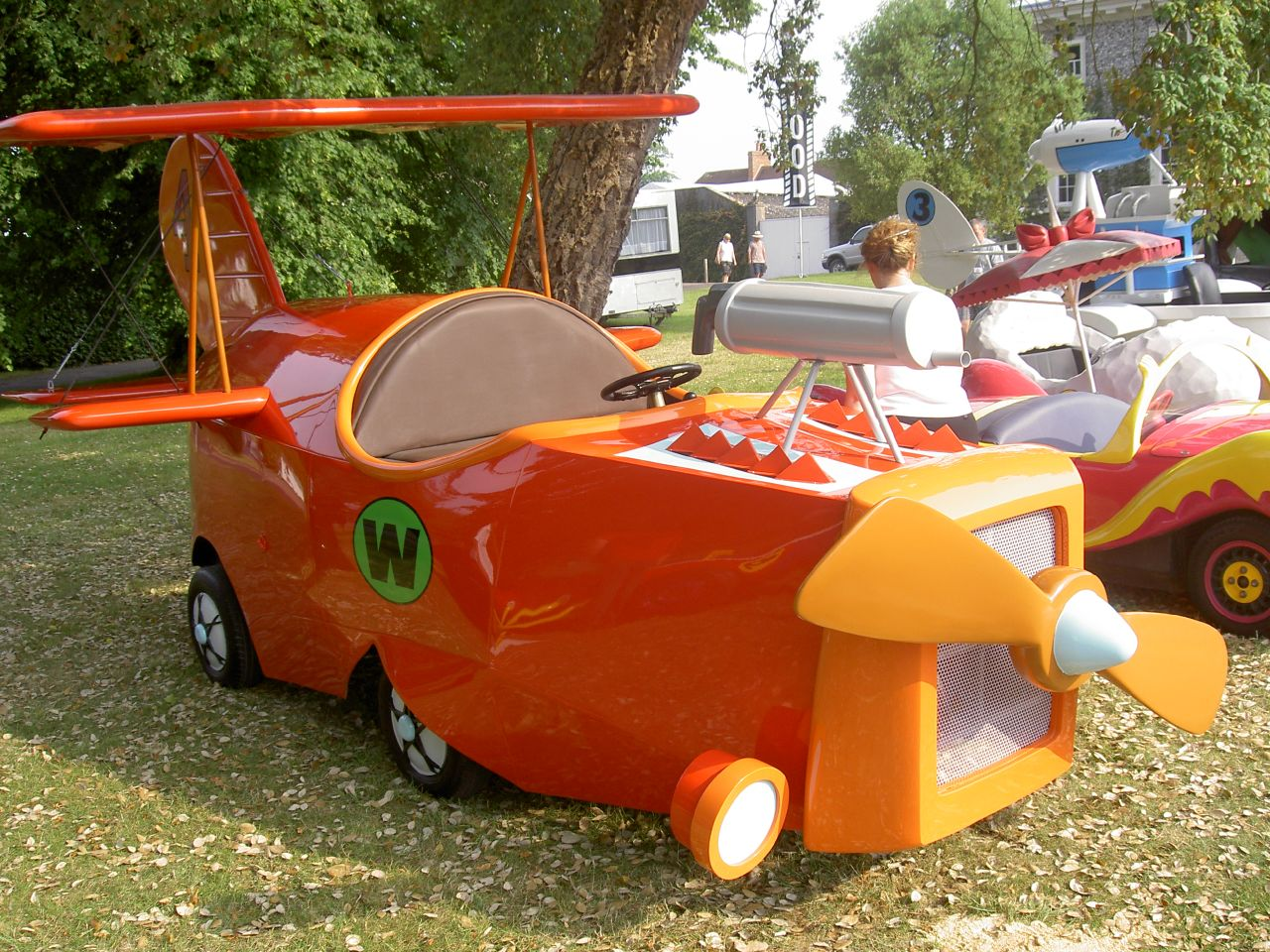
Le Bolide Ecarlate
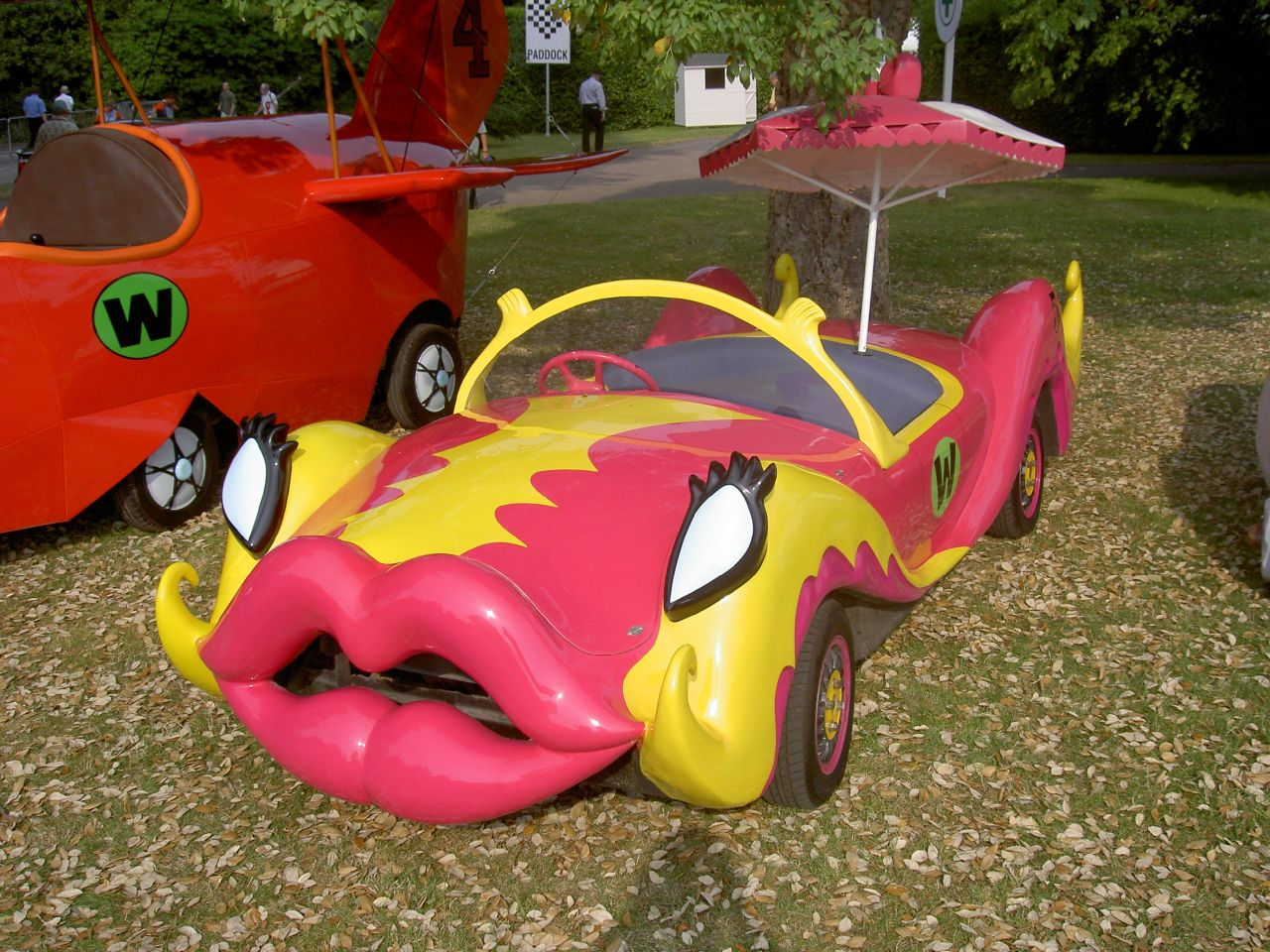
La Compact PussyCat
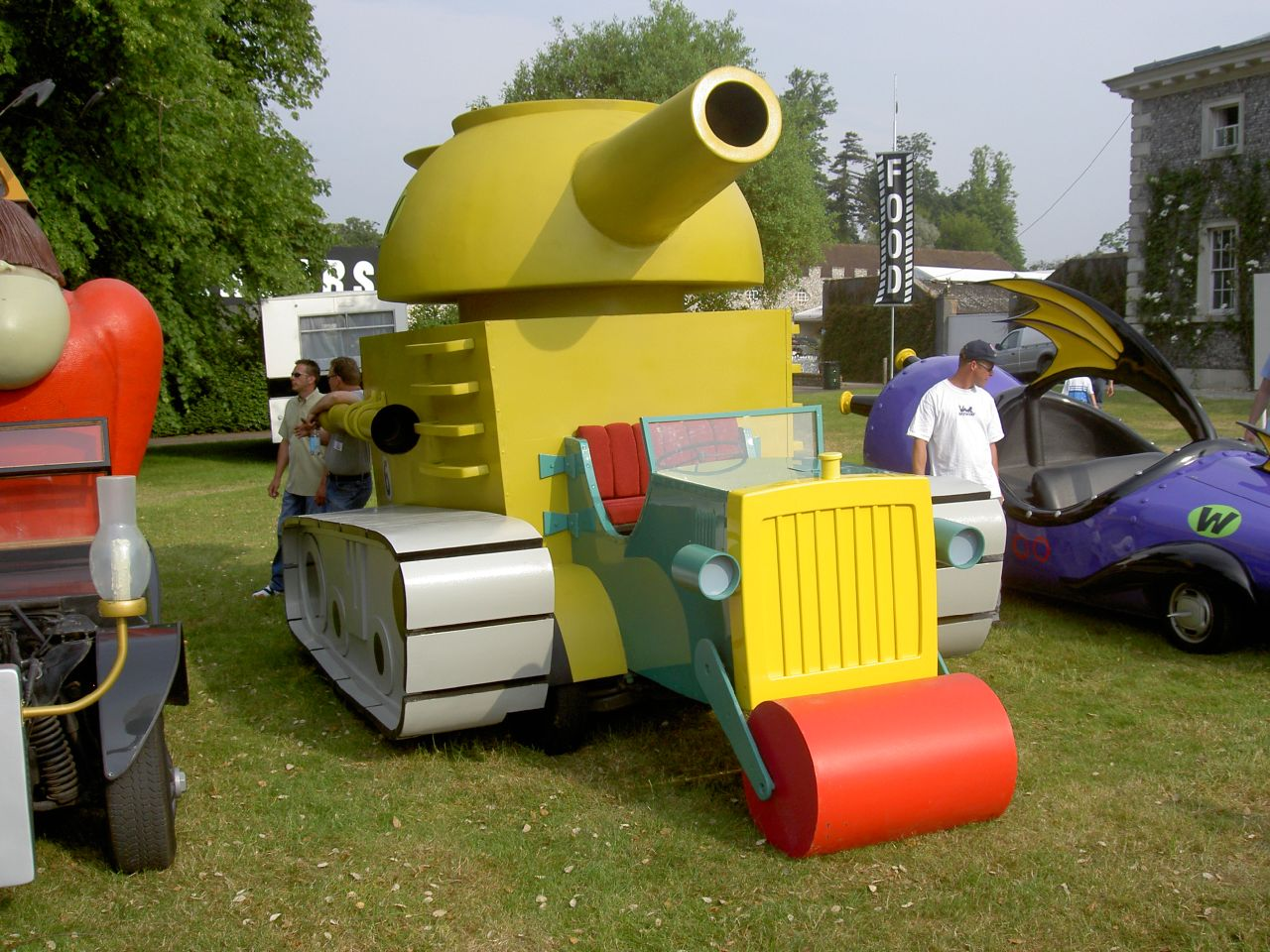
Le Tocard Tank
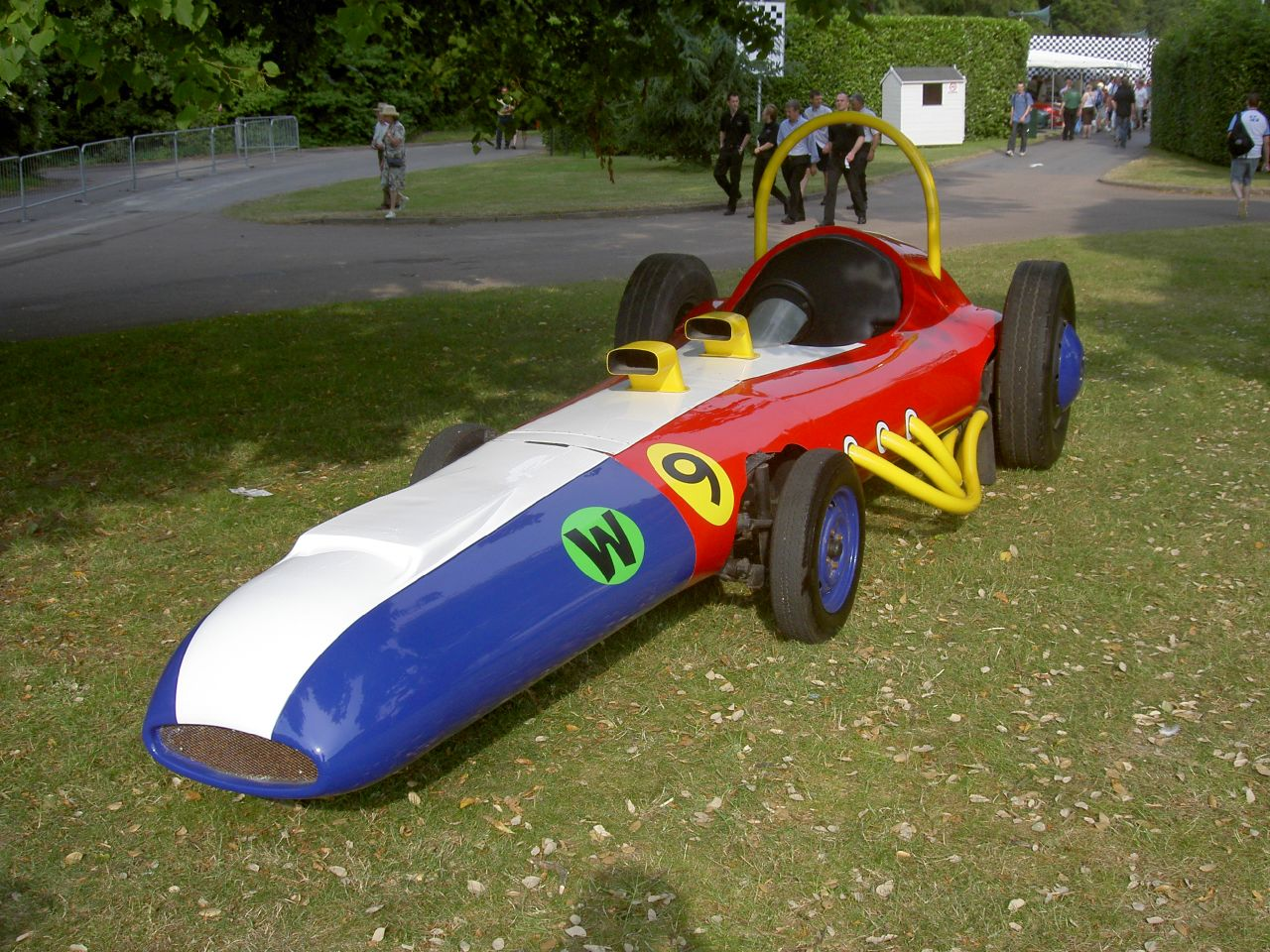
La Turbo Terrific

## Épisodes et classements
1. Zig Zag (See-Saw to Arkansas) [4,2,10]
2. En passant par Fantômeville (Creepy Trip to Lemon Twist) [5,2,10]
3. Pas fou, Buffalo (Why Oh Why Wyoming) [2,1,8]
4. Que d'ours, que d'ours (Beat the Clock to Yellow Rock) [8,10,2]
5. Mic Mac Missouri (Mish Mash Missouri Dash) [3,5,2]
6. Le Petit Chaperon rouge (Idaho a-Go-Go) [1,10,3]
7. Le shérif n'est pas dans la course (Scout Scatter) [10,1,3]
8. Temps et Contretemps (Free Wheeling to Wheeling) [7,9,5]
9. Roméo du Mexique (The Baja-Ha-Ha Race) [1,7,4]
10. Gare au gorille (Real Gone Ape) [6,4,10]
11. Attractions en tous genres (By Rollercoaster To Upsans Downs) [4,1,8]
12. Les Grandes Manœuvres (The Speedy Arkansas Traveller) [1,7,9]
13. Rock et route (Rhode Island Road Race) [2,1,8]
14. Gel et antigel (The Great Cold Rush Race) [4,8,7]
15. Trénendo la baleine (Eeny, Meeny Missouri Go!) [3,7,5]
16. Le Roman d'un alligator (The Super Silly Swamp Sprint) [8,10,5]
17. Tout le long du Mississippi (The Zippy Mississippi Race) [9,7,5]
18. Quel cirque (Traffic Jambalaya) [5,9,2]
19. Ça c'est du sport (Hot Race at Chillicothe) [6,5,1]
20. Scions scions du bois (The Wrong Lumber Race) [10,7,2]
21. Coupons les ponts (Wacky Race to Ripsaw) [10,4,1]
22. Beaucoup de puits pour rien (Oils Well That Ends Well) [3,6,10]
23. Haute Voltige ( Whizzin' to Washington) [9,3,8]
24. Sur le sable (The Dipsy Doodle Desert Derby) [9,10,2]
25. Vers Hollywood (Speeding for Smogland) [8,2,4]
26. Toujours dans la course (Race Rally to Raleigh) [7,1,9]
27. Gare aux bandits (Dopey Dakota Derby) [7,3,4]
28. Toujours plus vite (Dash to Delaware) [8,10,3]
29. Un train d'enfer (Ballpoint, Penn., or Bust) [5,4,7]
30. Satanas exagère (Fast Track to Hackensack) [7,1,2]
31. Torpillages en tous genres (Race to Racine) [2,1,3]
32. Cavernes et Caravernes (The Carlsbad or Bust Bash) [5,4,1]
33. Dans la neige (The Ski Resort Road Race) [6,10,3]
34. Les Coureurs aux îles (Overseas Hi-Way Race) [9,1,5]

## Séries dérivées
Le succès remporté auprès du public par Les Fous du volant a donné naissance à plusieurs séries dérivées : 
- Satanas et Diabolo (Dastardly and Muttley and Their Flying Machines)
- Pattaclop Pénélope, également connue sous le titre de The Perils of Penelope Pitstop (Les Aventures de Pénélope Joli-cœur)
- Diabolo le Magnifique (Magnificent Muttley)
- Mumbly (The Mumbly Show)
- Capitaine Caverne

## Adaptation en jeu vidéo
Les Fous du volant ont été adaptés plusieurs fois en jeu vidéo.

## Parodies
- South Park : La série est parodiée dans l'épisode Handicar. Les candidats sont Timmy et son Handicar, Elon Musk, Nathan et Mimsy dans une Tesla Model D, une Lyft, une Zipcar pilotée par Matthew McConaughey, un chauffeur de taxi russe râleur, le vendeur d'Hummer de la ville de South Park, une voiture japonaise autonome, une Frout qui marche au pet vaginal pilotée par l'actrice canadienne Neve Campbell et enfin Satanas et Diabolo dans la Démone Double-zéro Grand Sport.
- Les Simpson : L'introduction de la série est parodiée lors du générique des Simpson mais les véhicules sont remplacés par des canapés roulants[2].
- Peugeot 208 : Durant une publicité brésilienne, nous pouvons voir apparaître certains personnages des Fous du Volant avec leurs véhicules[3].
- Reboot : Dans l'épisode Firewall, Cyrus (l'espion de Megabyte) et Frisket se rebootent en personnages inspirés de Satanas et Diabolo et obtiennent une voiture inspirée de la Démone Double-Zéro Grand Sport.
- Les Fous du volant de Dexter : La série est parodiée. Les candidats sont Dexter dans une Sport-prototype, Mandark dans une formule 1, les parents de Dexter dans une break familiale, les parents de Mandark dans un Combi Volkswagen, Dee Dee sur le dos de Koosy, Momo et sa maîtresse dans une Banane roulante et les frères justice dans une Rat rod.